# Lori de Josephine
Charmosyna josefinae
Espèce
Statut de conservation UICN

 LC  : Préoccupation mineure
Statut CITES
Le Lori de Josephine (Charmosyna josefinae) est une espèce d'oiseaux appartenant à la famille des Psittaculidae. Cette espèce est endémique de Nouvelle-Guinée.
Son nom est dédié à Josefina Charlotte Maria Finsch née Wychodil, épouse d'Otto Finsch.

## Sous-espèces
D'après Alan P. Peterson, 3 sous-espèces ont été décrites :
- Charmosyna josefinae josefinae  (Finsch, 1873)
- Charmosyna josefinae cyclopum  Hartert, 1930 — monts Cyclope
- Charmosyna josefinae sepikiana  Neumann, 1922